# Turkestanite
La turkestanite è un minerale appartenente al gruppo della steacyite.

## Etimologia
Il nome deriva dalla nazione di rinvenimento degli esemplari, il Turkestan, nella zona al confine col Tagikistan.